# Costa Rica őslakos területei

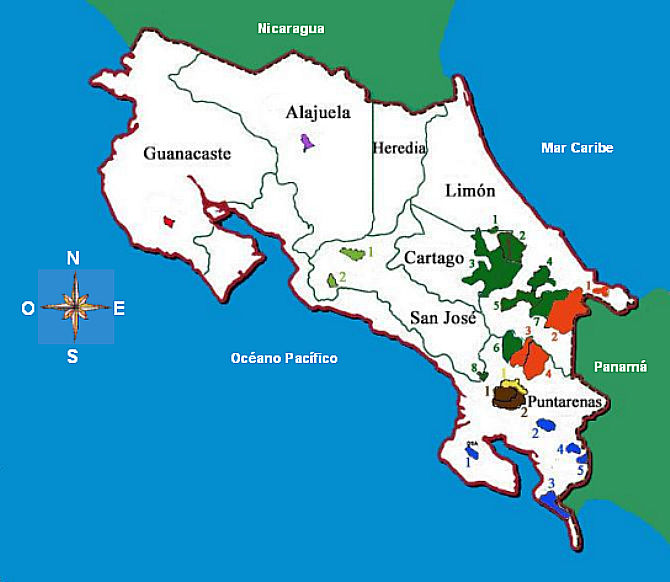
Costa Rica őslakos területeinek térképe

Costa Rica 1977-es őslakosokkal kapcsolatos törvénye szerint az őslakos területek Costa Rica jogilag elismert őslakos népeinek hagyományos területei. A Costa Rica-i Köztársaság nyolc őslakos etnikumot ismer el: bribrik, csorotegák, malekuk, ngöbék, huetárok, kabekárok, borukák és terrabák.
A törvény a törzsek hagyományos szervezete szerinti önkormányzati és autonómiai területeket is biztosít, ezt azonban alig alkalmazzák. A törvény szerint minden olyan lakost, aki nem bennszülött, és a törvény kihirdetése előtt az adott területeken van ingatlana, át kell telepíteni és/vagy kártalanítani kell, és minden utólagos földszerzés illegális, és kártalanítás nélkül kell kisajátítani, de ezt Costa Rica kormánya nem támogatta. Salitre és Cabagra környékén az őslakosok és a fehérek közötti feszültség agresszióig fajult.

## Területek
Jelenleg 24 hivatalosan elismert őslakos terület létezik az országban:
| Terület              | Népcsoport | Kanton                         | Tartomány            | Nyelv             | Alapítás éve |
| -------------------- | ---------- | ------------------------------ | -------------------- | ----------------- | ------------ |
| Térraba              | Teribék    | Buenos Aires                   | Puntarenas tartomány | spanyol           | 1956         |
| Guatuso              | Malekuk    | Guatuso és San Carlos          | Alajuela tartomány   | spanyol           | 1977         |
| Kéköldi              | Bribrik    | Talamanca                      | Limón tartomány      | bribri és spanyol | 1977         |
| Quitirrisí           | Huetárok   | Mora                           | San José tartomány   | spanyol           | 1979         |
| Matambú              | Csorotegák | Hojancha és Nicoya             | Guanacaste tartomány | spanyol           | 1980         |
| Abrojo Montezuma     | Ngöbék     | Corredores                     | Puntarenas           | ngäbere           | 1980         |
| Coto Brus            | Ngöbék     | Coto Brus és Buenos Aires      | Puntarenas           | ngäbere           | 1981         |
| Conteburica          | Ngöbék     | Golfito és Corredores          | Puntarenas           | ngäbere           | 1982         |
| Ujarrás              | kabekárok  | Buenos Aires                   | Puntarenas           | kabekár           | 1982         |
| Salitre              | bribrik    | Buenos Aires                   | Puntarenas           | bribri és spanyol | 1982         |
| Kabagra              | bribrik    | Buenos Aires                   | Puntarenas           | bribri és spanyol | 1982         |
| Tayní                | kabekárok  | Limón                          | Limón                | kabekár           | 1984         |
| Telire               | kabekárok  | Talamanca                      | Limón                | kabekár           | 1985         |
| Talamanca kabekar    | kabekárok  | Talamanca                      | Limón                | kabekár           | 1985         |
| Talamanca Bribri     | bribrik    | Talamanca                      | Limón                | bribri és spanyol | 1985         |
| Zapatón              | huetárok   | Puriscal                       | San José             | spanyol           | 1986         |
| Ngobe-Bugle          | ngöbék     | Golfito és Osa                 | Puntarenas           | ngäbere           | 1990         |
| Nairi-Avari          | kabekárok  | Turrialba, Matina és Siquirres | Cartago és Limón     | kabekár           | 1991         |
| Bajo Csirripó        | kabekárok  | Turrialba és Limón             | Cartago és Limón     | kabekár           | 1992         |
| Alto Csirripó        | kabekárok  | Turrialba és Matina            | Cartago és Limón     | kabekár           | 1993         |
| Kurré                | borukák    | Buenos Aires                   | Puntarenas           | boruka            | 1993         |
| Boruka               | borukák    | Buenos Aires                   | Puntarenas           | boruka            | 1993         |
| Csina Kicsá          | kabekárok  | Pérez Zeledón                  | San José             | kabekár           | 2001         |
| Altos de San Antonio | ngöbék     | Golfito                        | Puntarenas           | ngäbere           | 2001         |

## Fordítás
Ez a szócikk részben vagy egészben  az   Indigenous territory (Costa Rica) című angol Wikipédia-szócikk ezen változatának fordításán alapul.  Az eredeti cikk szerkesztőit annak laptörténete sorolja fel. Ez a jelzés csupán a megfogalmazás eredetét és a szerzői jogokat jelzi, nem szolgál a cikkben szereplő információk forrásmegjelöléseként.